# Iàtova
Iàtova (en castellà i oficialment, Yátova) és un municipi del País Valencià situat a la comarca de la Foia de Bunyol.
Limita amb Alboraig, Bunyol, Dosaigües i Macastre (a la mateixa comarca) i amb Cortes de Pallars i amb Requena (a les comarques de la Vall de Cofrents i la Plana d'Utiel respectivament).

## Geografia
El poble de Iàtova, situat a la major altitud de la comarca de la Foia de Bunyol, està catalogat com a poble d'alta muntanya. Se situa a 420 metres sobre el nivell del mar; per altra banda, és també el poble més interior de la comarca. El nucli s'allotja als peus del Motrotón, una lloma arredonida que constituïx l'emblema local.
El riu Juanes que, a més del toll de la Carbonera (on en altres temps hi hagué un balneari), drena les aigües dels tolls de la cova de las Palomas. A més, disposa de paratges naturals com ara la Serra de Martés, les Pardenillas, la Tabarla, el Mijares i l'embassament de Forata.

## Història
En el cim del Motrotón i en el Pico de los Ajos hi ha jaciments ibers de l'edat del bronze. Després de la conquista cristiana de 1238, l'alqueria musulmana, coneguda com a Atava, va ser donada per Jaume I juntament amb Bunyol, Macastre (Amacasta), Alboraig i Montroi, al cavaller aragonès Roderic de Liçana, qui la va cedir en 1279 a Hug de Follalquer, tinent del gran mestre de l'orde de l'Hospital de Sant Joan de Jerusalem. Jaume el Just va reincorporar-la a la Corona el 1304 per a donar-la a son fill en 1315, el qual en 1328 va cedir-la al seu fill Jaume, de Teresa d'Entença, juntament amb tota la Foia. En 1348 va passar a Pere d'Aragó, comte d'Urgell, i després de ser derrotat, de nou a la Corona (1393). Va ser confiscada per Ferran I (1380-1416) venuda a Berenguer Mercader, qui fundaria vincle i herència de la baronia de Bunyol en el seu testament de 1467. Iàtova posseïx parròquia independent de la de Setaigües des de l'any 1530. En 1609, any de l'expulsió dels moriscs, va quedar despoblada fins a 1611, quan encara era una aldea de Bunyol anomenada Safoya.

## Demografia
| 1900  | 1910  | 1920  | 1930  | 1940  | 1950  | 1960  | 1970  | 1981  | 1991  | 2000  | 2005  | 2006  | 2007  |
| ----- | ----- | ----- | ----- | ----- | ----- | ----- | ----- | ----- | ----- | ----- | ----- | ----- | ----- |
| 2.173 | 2.347 | 2.478 | 2.046 | 2.164 | 2.296 | 2.174 | 1.991 | 2.005 | 1.997 | 1.978 | 1.999 | 2.083 | 2.123 |

## Economia
Basada tradicionalment en l'agricultura de secà. Predominen els cultius de garroferes, ametlers i oliveres.

## Política i Govern

### Composició de la Corporació Municipal
El Ple de l'Ajuntament està format per 11 regidors. En les eleccions municipals de 26 de maig de 2019 foren elegits 6 regidors del Partit Socialista del País Valencià (PSPV-PSOE), 4 del Partit Popular (PP) i 1 d'Agrupación Electoral Por Yátova (AEPY).
| Eleccions municipals de 26 de maig de 2019 - Iàtova                                                                            |                                          |                                     |                                     |        |          |          |
| Candidatura | Candidatura                              | Candidatura                         | Cap de llista                       | Vots   | Vots     | Regidors |
| | Partit Socialista del País Valencià-PSOE |                                     | Miguel Esteban Tórtola Herrero      | 654    | 49,25%   | 6 (+2)   |
| | Partit Popular                           |                                     | Vicente Jabaloyas Carrión           | 449    | 33,81%   | 4 (-1)   |
| | Agrupación Electoral Por Yátova          |                                     | María Montó Martínez                | 212    | 15,96%   | 1 (-1)   |
| | Vots en blanc                            |                                     |                                     | 13     | 0,97%    |          |
| Total vots vàlids i regidors                                                                                                   | Total vots vàlids i regidors             | Total vots vàlids i regidors        | Total vots vàlids i regidors        | 1.328  | 100 %    | 11       |
| | Vots nuls                                | Vots nuls                           | Vots nuls                           | 13     | 0,97%    |          |
| Participació (vots vàlids més nuls)                                                                                            | Participació (vots vàlids més nuls)      | Participació (vots vàlids més nuls) | Participació (vots vàlids més nuls) | 1.341  | 77,65%** |          |
| Abstenció | Abstenció                                | Abstenció                           | Abstenció                           | 386*   | 22,35%** |          |
| Total cens electoral | Total cens electoral                     | Total cens electoral                | Total cens electoral                | 1.726* | 100 %**  |          |
| Alcalde: Miguel Esteban Tórtola Herrero (PSPV) (15/06/2019) Per majoria absoluta dels vots dels regidors (6 vots de PSPV)      |                                          |                                     |                                     |        |          |          |
| Fonts: JEC, JEZ Requena, M. Interior, Periòdic Ara. (* No són vots sinó electors. ** Percentatge respecte del cens electoral.) |                                          |                                     |                                     |        |          |          |

### Alcaldes
Des de 2015 l'alcalde de Iàtova és Miguel Esteban Tórtola Herrero (PSPV).
| Període                       | Alcalde o alcaldessa                                          | Partit polític | Data de possessió                | Observacions             |
| ----------------------------- | ------------------------------------------------------------- | -------------- | -------------------------------- | ------------------------ |
| 1979–1983                     | Silvino Perelló Mossi                                         | PSPV-PSOE      | 19/04/1979                       | --                       |
| 1983–1987                     | Silvino Perelló Mossi                                         | PSPV-PSOE      | 28/05/1983                       | --                       |
| 1987–1991                     | Silvino Perelló Mossi                                         | PSPV-PSOE      | 30/06/1987                       | --                       |
| 1991–1995                     | Manuel Hoyo Pérez                                             | PP             | 15/06/1991                       | --                       |
| 1995–1999                     | Pablo Guerrero Pérez                                          | PSPV-PSOE      | 17/06/1995                       | --                       |
| 1999–2003                     | Mª Ángeles Grau Lisarde Olga Roser Cifre Rafael Lisarde Cifre | EUPV PP        | 03/07/1999 31/10/2000 17/07/2001 | Dimissió Pacte de govern |
| 2003–2007                     | Rafael Lisarde Cifre                                          | PP             | 14/06/2003                       | --                       |
| 2007–2011                     | Rafael Lisarde Cifre                                          | PP             | 16/06/2007                       | --                       |
| 2011–2015                     | Rafael Lisarde Cifre                                          | PP             | 11/06/2011                       | --                       |
| 2015–2019                     | Miguel Esteban Tórtola Herrero                                | PSPV-PSOE      | 13/06/2015                       | --                       |
| 2019-2023                     | Miguel Esteban Tórtola Herrero                                | PSPV-PSOE      | 15/06/2019                       | --                       |
| Des de 2023                   | n/d                                                           | n/d            | 17/06/2023                       | --                       |
| Fonts: Generalitat Valenciana |                                                               |                |                                  |                          |

## Monuments
- Església dels Sants Reis. És d'estil barroc, originària del segle xvii, al segle xviii se'n feu una remodelació i va ser decorada d'acord amb el gust neoclàssic. Va ser construïda en l'antiga mesquita, de la qual es conserva la torre del campanar.
- El Pou de la neu. Del segle xvii, és un depòsit de neu que servia per a conservar els aliments, tècnica ja utilitzada pels musulmans. Es tracta d'una de les poques neveres que es conserven dins d'un nucli urbà.
- Nucli urbà. Pels carrerons del poble podem trobar casalicis senyorials del segle xix, l'antic safareig i matador rehabilitats en una sala polivalent on s'organitzen actes culturals.

## Llocs d'interés
- Cova de las Palomas. Allí es forma una bella cascada d'aproximadament 20 metres d'altura.
- Embassament de Forata.
- Riu Juanes. Naix en el terme municipal. Són destacables els paisatges vora riu, així com la flora i la fauna que els habiten.
- Tabarla. Paratge natural en el riu Magre.
- Vall del riu Mijares. Paisatge fluvial envoltat de masses boscoses.
- El Motrotón. És la muntanya emblemàtica del poble, que destaca sobre la resta del paisatge.

## Festes i celebracions
- Sant Antoni Abad. Les festes en el seu honor se celebren a partir del 17 de gener.
- Falles. Tenen lloc el cap de setmana posterior a Sant Josep (19 de març).
- Festes Patronals. El patró del poble és Sant Isidre Llaurador, celebrat el cap de setmana més proper al 15 de maig amb una fira de maquinària agrícola.
- Festes Majors. Se celebren a mitjan agost. Hi destaca la cavalcada en la qual participen un gran nombre d'habitants del poble, les revetles, i per descomptat el concurs de "Pisto", en el qual tots es disfressen i ballen fins a l'alba, donant pas a la setmana taurina amb bou en corda, grans concursos de ramaderies i bou embolat.